# Mao Ning (Diplomatin)

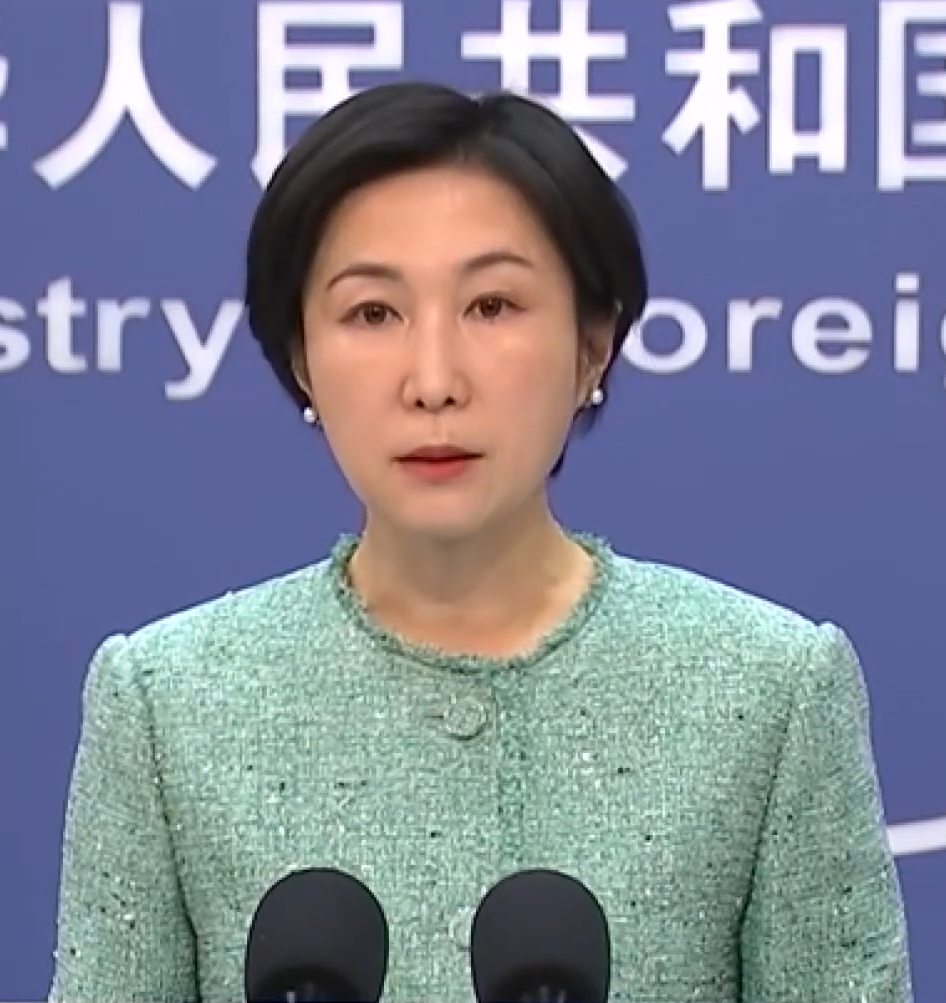
Mao Ning (2023)

Mao Ning (chinesisch 毛寧 / 毛宁, Pinyin Máo Níng; * Dezember 1972 in Xiangtan, Hunan, Volksrepublik China) ist eine chinesische Diplomatin und Sprecherin des Außenministeriums der Volksrepublik China.

## Herkunft und Ausbildung
Laut chinesischen Medienberichten gehört sie dem gleichen Familienclan an wie Mao Zedong.
Sie studierte von 1989 bis 1993 mit dem Schwerpunkt englische Sprache und Literatur an der Hunan Normal Universität in Changsha. Im Anschluss studierte sie Diplomatie an der China Foreign Affairs University in Peking. Sie schloss dieses Studium 1995 mit dem Bachelor of Laws ab. Einen zusätzlichen Master of International Policy and Practice legte sie 2006 ab an der George Washington University in Washington, D.C., USA.

## Karriere
Mao trat im August 1995 in den Auswärtigen Dienst ein und war hauptsächlich in der Asienabteilung des Außenministeriums tätig. Im Mai 2011 wurde sie stellvertretende Generalsekretärin des Sekretariats für trilaterale Zusammenarbeit und hatte dieses Amt bis Mai 2013 inne. 2013 wurde sie zur Beraterin der chinesischen Botschaft in den Vereinigten Staaten ernannt. Im November 2015 wurde sie in die ursprüngliche Abteilung zurückgerufen und schließlich im November 2017 zur stellvertretenden Direktorin befördert. 2020 wurde sie zur stellvertretenden Bürgermeisterin von Leshan berufen und später in den Ständigen Ausschuss des Leshan-Kommunalausschusses der Kommunistischen Partei Chinas, der obersten Behörde der Stadt, aufgenommen. Seit dem 5. September 2022 ist sie Sprecherin des Auswärtigen Amtes der Volksrepublik China. Gleichzeitig wurde sie Delegierte des Bezirks Chaoyang im Ständigen Ausschuss des Volkskongresses der Stadt Peking.